# Lacrosse en los Juegos Mundiales de 2022
El Lacrosse en los Juegos Mundiales de 2022 fue uno de los deportes que formaron parte de los Juegos Mundiales de 2022 celebrados en Birmingham, Alabama durante el mes de julio de 2022, y se llevó a cabo en la Universidad de Alabama en Birmingham. Es la primera vez que el lacrosse forma parte del programa oficial de los Juegos Mundiales ya que anteriormente era considerado como deporte de exhibición.

## Participantes
En el evento masculino el criterio de clasificación fue la Copa Mundial jugada en 2018. La Confederación Haudenosaunee inicialmente no podía participar en el torneo por no formar parte del Comité Olímpico Internacional, pero se les permitío participar luego de que República de Irlanda dejara vacante su puesto, además de que el Lacrosse fue inventado por naciones indígenas.
En femenil el criterio de clasificación iba a ser la Copa Mundial de 2021, pero el torneo fue retrasado para jugarse al año siguiente antes de los Juegos Mundiales.

### Masculino
- Australia
- Canadá
- Alemania
- Reino Unido
- Confederación Haudenosaunee
- Israel
- Japón
- Estados Unidos

### Femenino
- Australia
- Canadá
- República Checa
- Reino Unido
- Confederación Haudenosaunee
- Israel
- Japón
- Estados Unidos

## Resultados
| Evento    | Oro | Plata | Bronce |
| --------- | --- | --- | --- |
| Masculino | Canadá · Wesley Berg · Reid Bowering · Josh Byrne · Bryan Cole · Zach Currier · Brett Dobson · Jordan Macintosh · Clarke Petterson · Drake Porter · Challen Rogers · Dhane Smith · Jeff Teat                       | Estados Unidos Martin Brandau Liam Byrnes Ryan Conrad Adam Ghitelman Zach Goodrich Justin Guterding Colin Heacock Jack Kelly Connor Kirst Tom Schreiber Brian Tevlin Ryan Tierney          | Japón Yuki Fukushima Hiroki Kanaya Yuto Komatsu Seiya Natsume Kazuki Obana Kiyoshi Sano Dai Sato Kinori Sugihara Junichi Suzuki Shinya Tateishi Soya Tokumasu Tomoki Umehara |
| Femenino  | Canadá · Madalyn Baxter · Lauren Black · Emily Boissonneault · Annabel Child · Aurora Cordingley · Dana Dobbie · Erica Evans · Megan Kinna · Nicole Perroni · Lauren Spence · Lydia Sutton · Brooklyn Walker-Welch | Estados Unidos Madison Ahern Kasey Choma Marge Donovan Madison Doucette Haley Hicklen Ellie Masera Danielle Pavinelli Paige Petty Belle Smith Sam Swart Meaghan Tyrrell Caityln Wurzburger | Australia Tegan Brown Addie Cunningham Cassidy Doster Theo Kwas Bec Lane Georgia Latch Sarah Mollison Olivia Parker Sarah Smith Abby Thorne Indyah Williams Bonnie Yu        |

## Medallero
| Rank               | País               | Oro | Plata | Bronce | Total |
| ------------------ | ------------------ | --- | ----- | ------ | ----- |
| 1                  | Canadá             | 2   | 0     | 0      | 2     |
| 2                  | Estados Unidos     | 0   | 2     | 0      | 2     |
| 3                  | Australia          | 0   | 0     | 1      | 1     |
| 3                  | Japón              | 0   | 0     | 1      | 1     |
| Totales (4 países) | Totales (4 países) | 2   | 2     | 2      | 6     |